# Wilhelm Hanstein
Wilhelm Hanstein (3. srpna 1811, Berlín – 14. října 1850, Magdeburg) byl německý šachový mistr a novinář první poloviny 19. století, civilním povoláním státní úředník.
Hanstein byl poměrně silný šachový hráč, byl členem skupiny Plejády, založené roku 1837 Ludwigem Bledowem, která se dvakrát týdně scházela v Berlínské šachová společnosti (Berliner Schachgesellschaft) k šachovým analýzám.
Roku 1846 Hanstein pomáhal Bledowi založit první německý šachový časopis Schachzeitung der Berliner Schachgesellschaft, který pod názvem Deutsche Schachzeitung vychází nepřetržitě dodnes.
K nejvýznamnějším Hansteinovým šachovým úspěchům patří vítězství nad Karlem Jänischem roku 1842 v poměru 4:1 (=1) a nad Karlem Mayetem roku 1847 v poměru 12:5 (=1).